# Yevgueni Stepánovich Petrov
Yevgueni Stepánovich Petrov (del ruso: Евгений Степанович Петров) (1900 - 1942) fue un ingeniero militar ruso de la etapa soviética. Trabajó como técnico en el Laboratorio de Dinámica de Gases, siendo uno de los desarrolladores de los primeros cohetes soviéticos de propelente líquido y de los cohetes de artillería "Katiusha".

## Biografía
Petrov se graduó en la Escuela Técnica de Artillería del Ejército Rojo. Entre 1930 y 1931 fue uno de los constructores del primer motor cohete soviético. También fue el autor de una serie de diseños de misiles con motores de propelente sólido. Entre 1930 y 1933 fue el director de un grupo de técnicos en el Laboratorio de Dinámica de Gases. Cuando a finales de 1933 el LDG se fusionó con el Instituto de Investigación de Reactores, Petrov fue designado director técnico de producción y de servicios de fabricación de combustibles en polvo y de sistemas de propulsión de cohetes.

## Eponimia
- El cráter lunar Petrov lleva este nombre en su memoria.[2]